# کوتارو اینابا
کوتارو اینابا (انگلیسی: Kotaro Inaba؛ زادهٔ ۲۲ دسامبر ۱۹۸۲) بازیکن فوتبال اهل ژاپن است که در تیم ملی فوتسال ژاپن بازی کرده‌است.